# Deutsche Eishockey Liga
A Deutsche Eishockey Liga (röviden: DEL, jelenlegi, szponzoráról kapott nevén PENNY Deutsche Eishockey Liga) egy professzionális első osztályú jégkorongbajnokság Németországban. A ligát 1994-ben alapították az Eishockey-Bundesliga utódjaként. A bajnokságban a 2023-24-es szezonban 14 csapat játszott. A bajnokság alapszakaszának első három helyezettje szerepel a következő Champions Hockey League szezon kiírásában.

## Története
A Deutsche Eishockey Ligát 1994-ben alapították az Eishockey-Bundesliga leváltására. A 2021-22-es szezontól kezdődően a ligában van feljutás és kiesés, a főszezon végén a tabella utolsó két helyezettje a DEL2 másodosztályú ligába esik le.

### Bajnokság logói

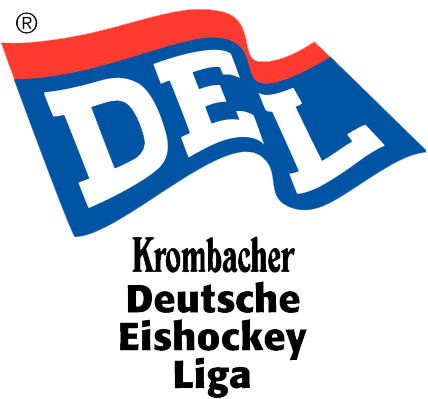
1994
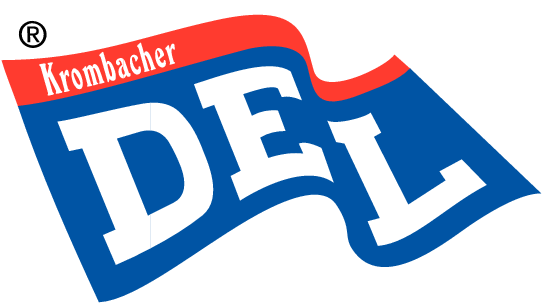
1995
1997-2011
2001-2011
2019-2020
2020-napjainkig

## Lebonyolítás

### Alapszakasz
Az alapszakaszban 14 csapat vesz részt, mindegyik csapat 4 alkalommal mérkőzik meg a másik csapattal, 2-szer otthon és 2-szer idegenben, így mindegyik klub 52 mérkőzést játszik. Az alapszakasz során legkevesebb pontot szerző csapat kiesik a másodosztályba.

### Rájátszás
A rájátszás negyeddöntőjébe a 6 legtöbb pontot szerző csapat jut be. A 7-10. helyezett csapatok a nyolcaddöntőben 2 nyert meccsig menő sorozatokban mérkőznek meg a negyeddöntőbe jutásért. A negyeddöntőtől kezdve 4 nyert meccsig tartó sorozatokat játszanak a csapatok.

## Résztvevők

### Jelenlegi csapatok
A 2025-26-os szezon csapatai:
| Csapat                         | Város                  | Tartomány              | Jégcsarnok                    | Férőhely |
| ------------------------------ | ---------------------- | ---------------------- | ----------------------------- | -------- |
| Augsburger Panther             | Augsburg               | Bajorország            | Curt-Frenzel-Stadion          | 6 218    |
| Eisbären Berlin                | Berlin                 | Berlin                 | Mercedes-Benz Arena           | 14 200   |
| Fischtown Pinguins Bremerhaven | Bremerhaven            | Bréma                  | Eisarena Bremerhaven          | 4 674    |
| Dresdner Eislöwen              | Drezda                 | Szászország            | Joynext Arena                 | 4 412    |
| ERC Ingolstadt                 | Ingolstadt             | Bajorország            | Saturn Arena                  | 4 815    |
| Iserlohn Roosters              | Iserlohn               | Észak-Rajna-Vesztfália | Eissporthalle Iserlohn        | 5 000    |
| Kölner Haie                    | Köln                   | Észak-Rajna-Vesztfália | Lanxess Arena                 | 18 500   |
| Adler Mannheim                 | Mannheim               | Baden-Württemberg      | SAP Arena                     | 13 600   |
| EHC Red Bull München           | München                | Bajorország            | Olympia Eishalle              | 6 256    |
| Nürnberg Ice Tigers            | Nürnberg               | Bajorország            | Arena Nürnberger Versicherung | 7 810    |
| Schwenninger Wild Wings        | Villingen-Schwenningen | Baden-Württemberg      | Helios Arena                  | 6 215    |
| Straubing Tigers               | Straubing              | Bajorország            | Eisstadion am Pulverturm      | 6 000    |
| Grizzlys Wolfsburg             | Wolfsburg              | Alsó-Szászország       | Eis Arena Wolfsburg           | 4 660    |
| Löwen Frankfurt                | Frankfurt am Main      | Hessen                 | Eissporthalle Frankfurt       | 6 946    |

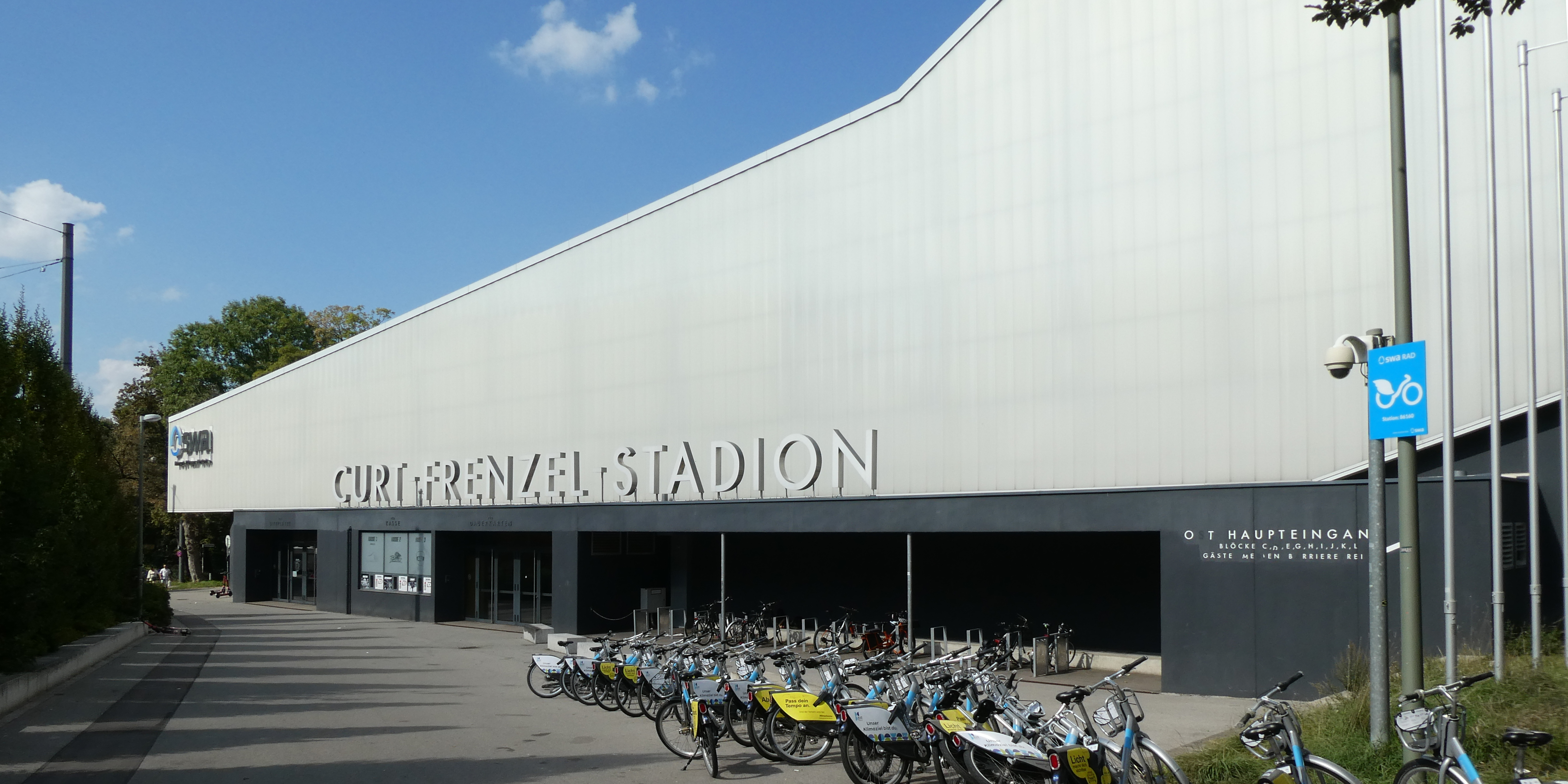
Az augsburgi Curt-Frenzel-Stadion
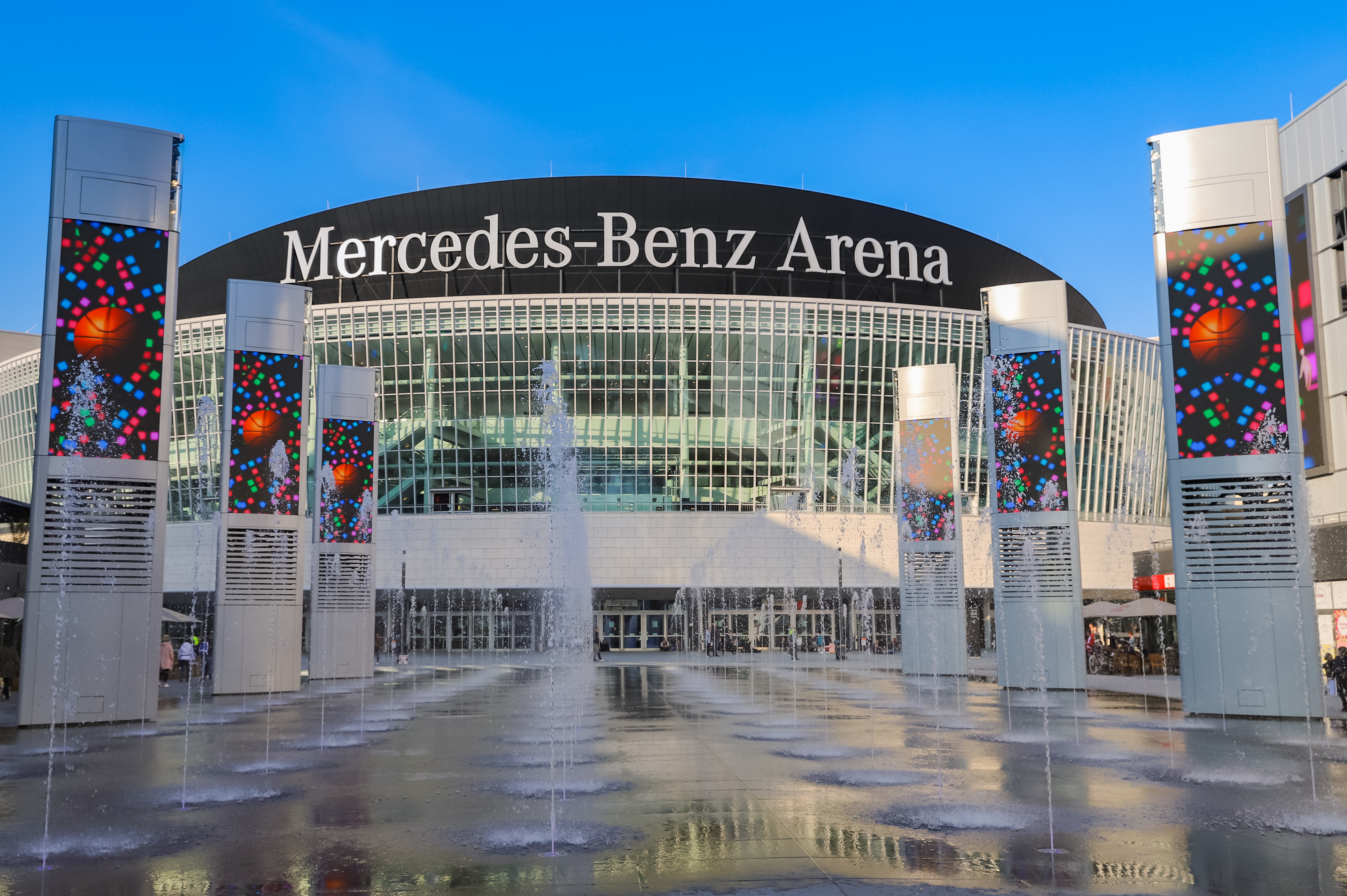
A berlini Mercedes-Benz Arena
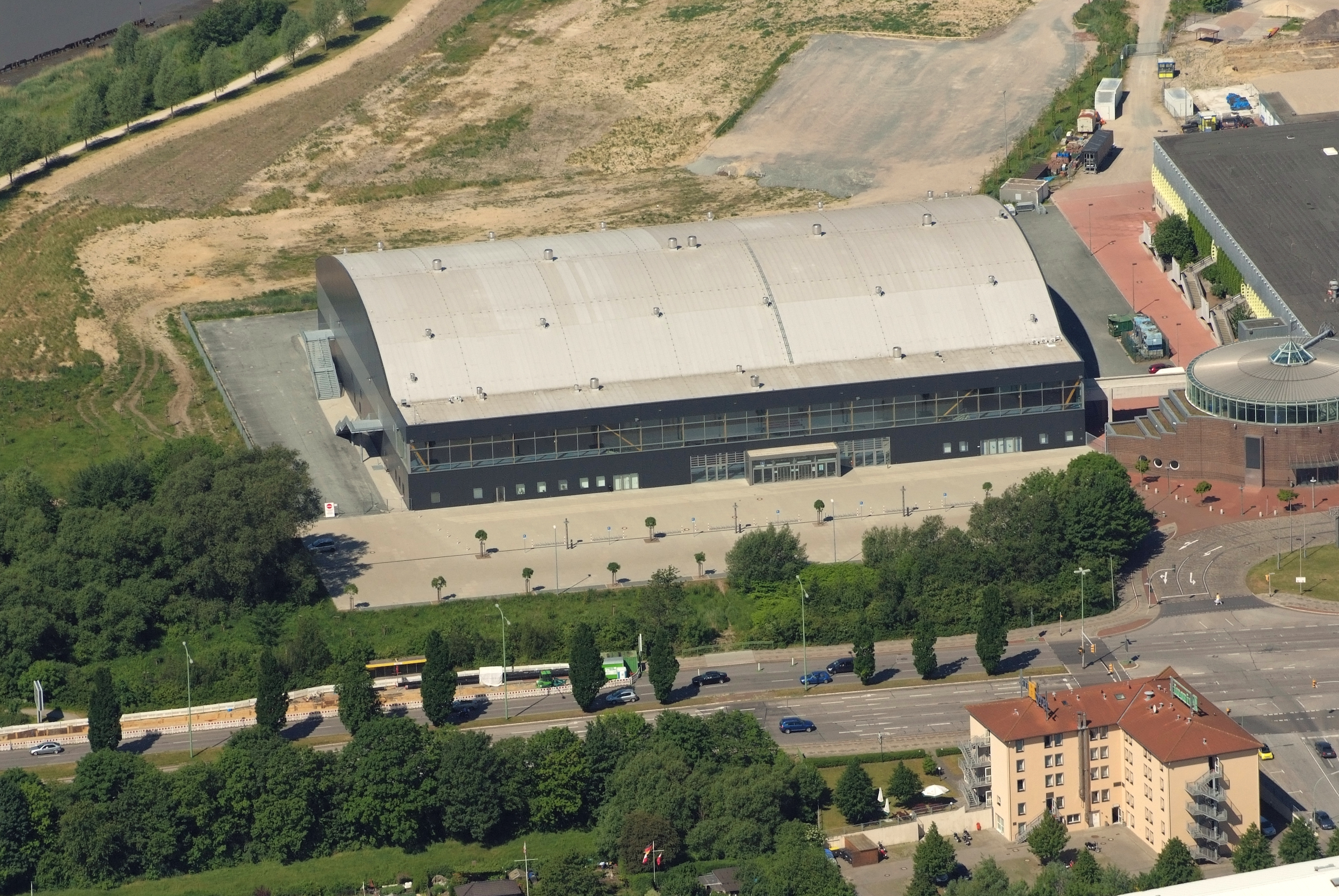
A bremerhaveni Eisarena
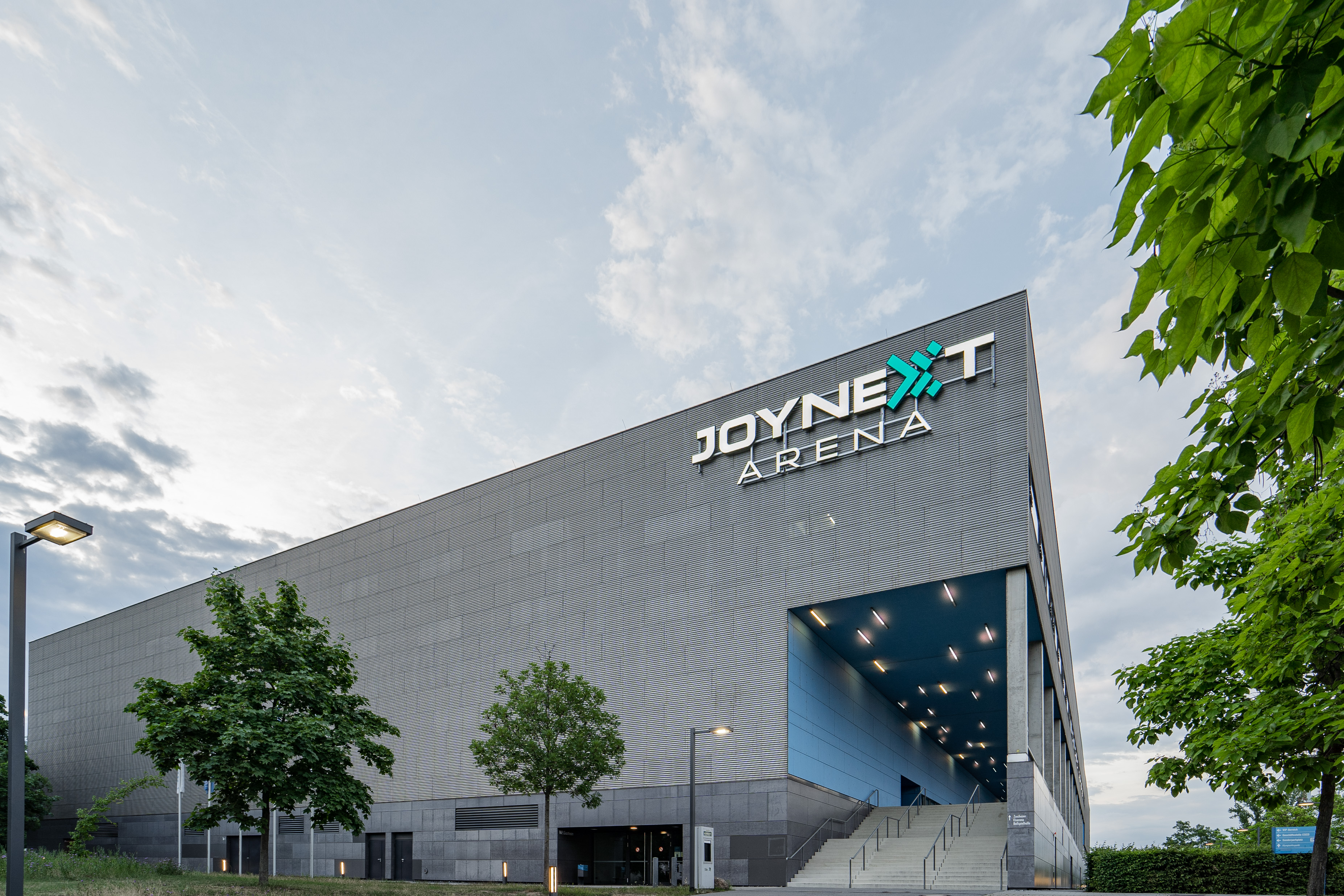
A drezdai 	Joynext Arena
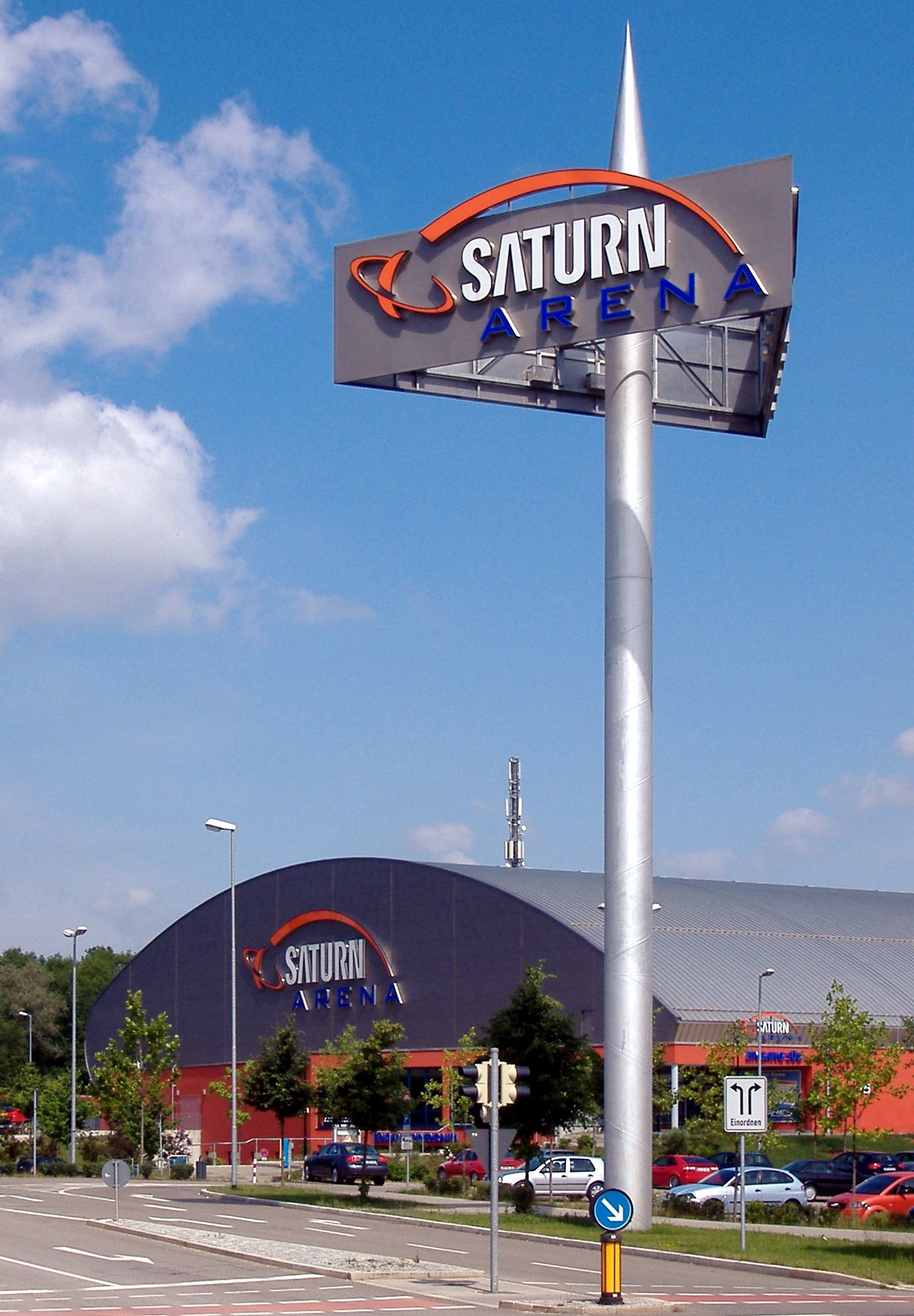
Az ingolstadti Saturn-Arena
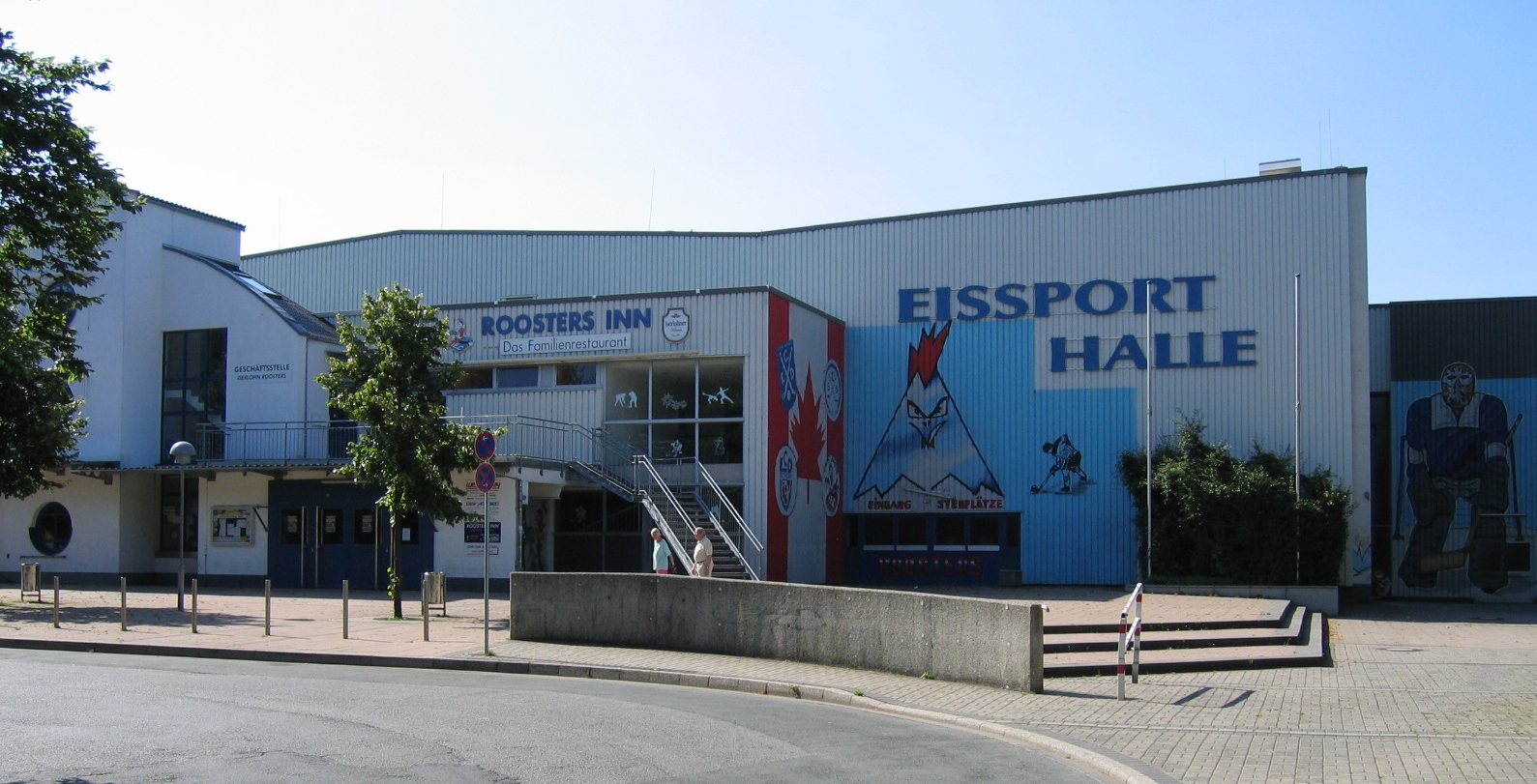
Az iserlohni Eissporthalle
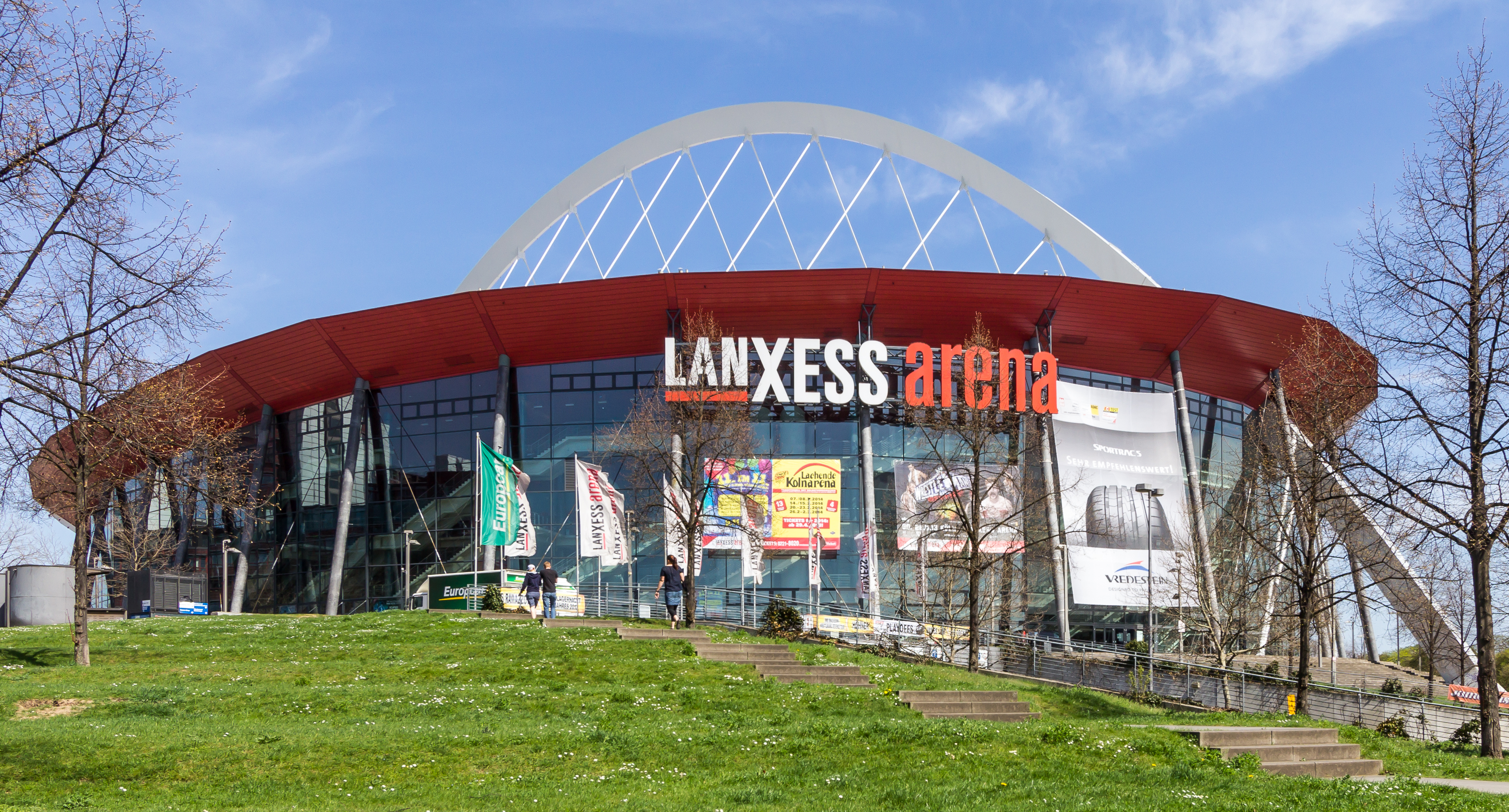
A kölni Lanxess Arena
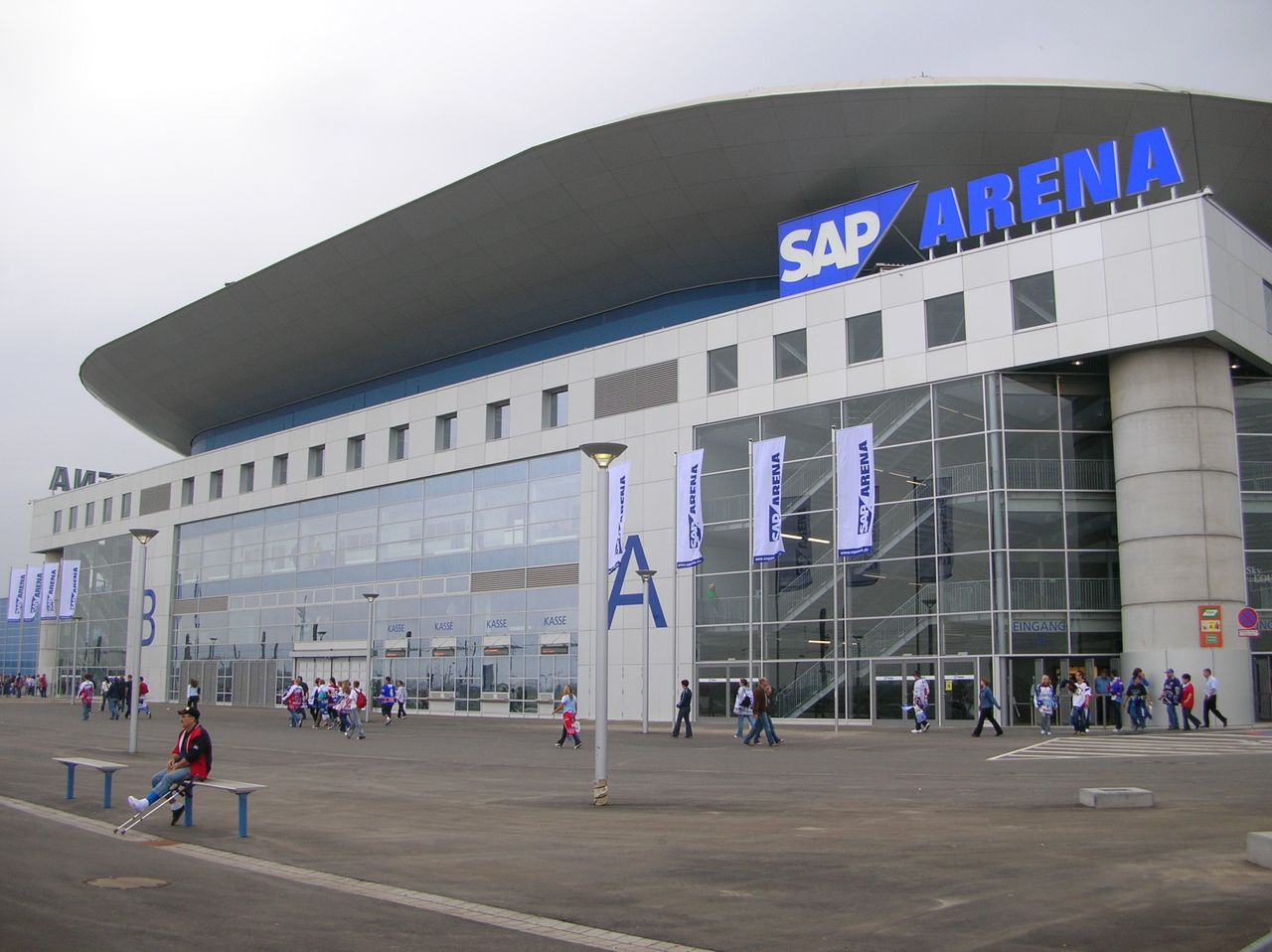
A mannheimi SAP Arena
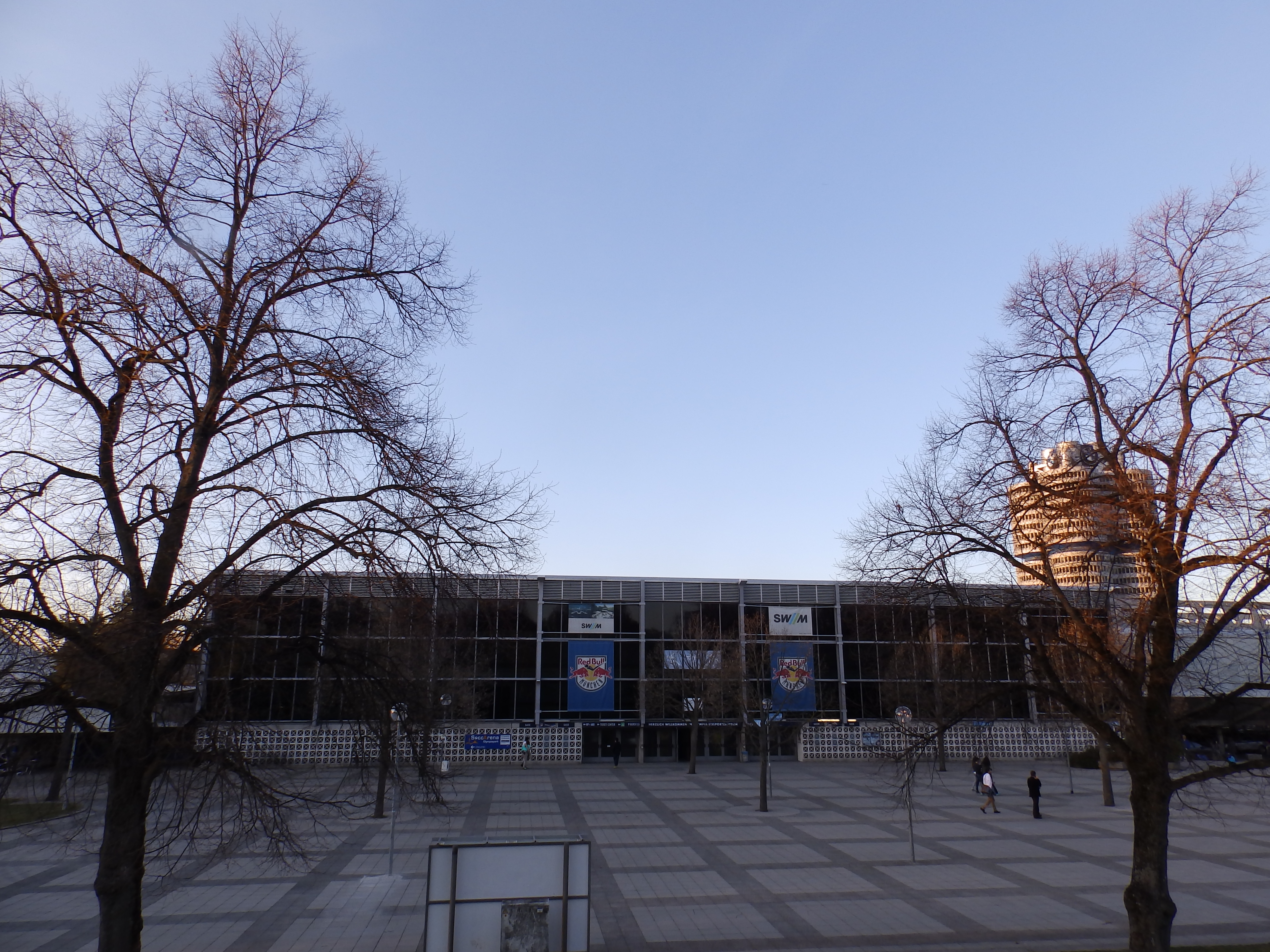
A müncheni Olympia-Eissportzentrum
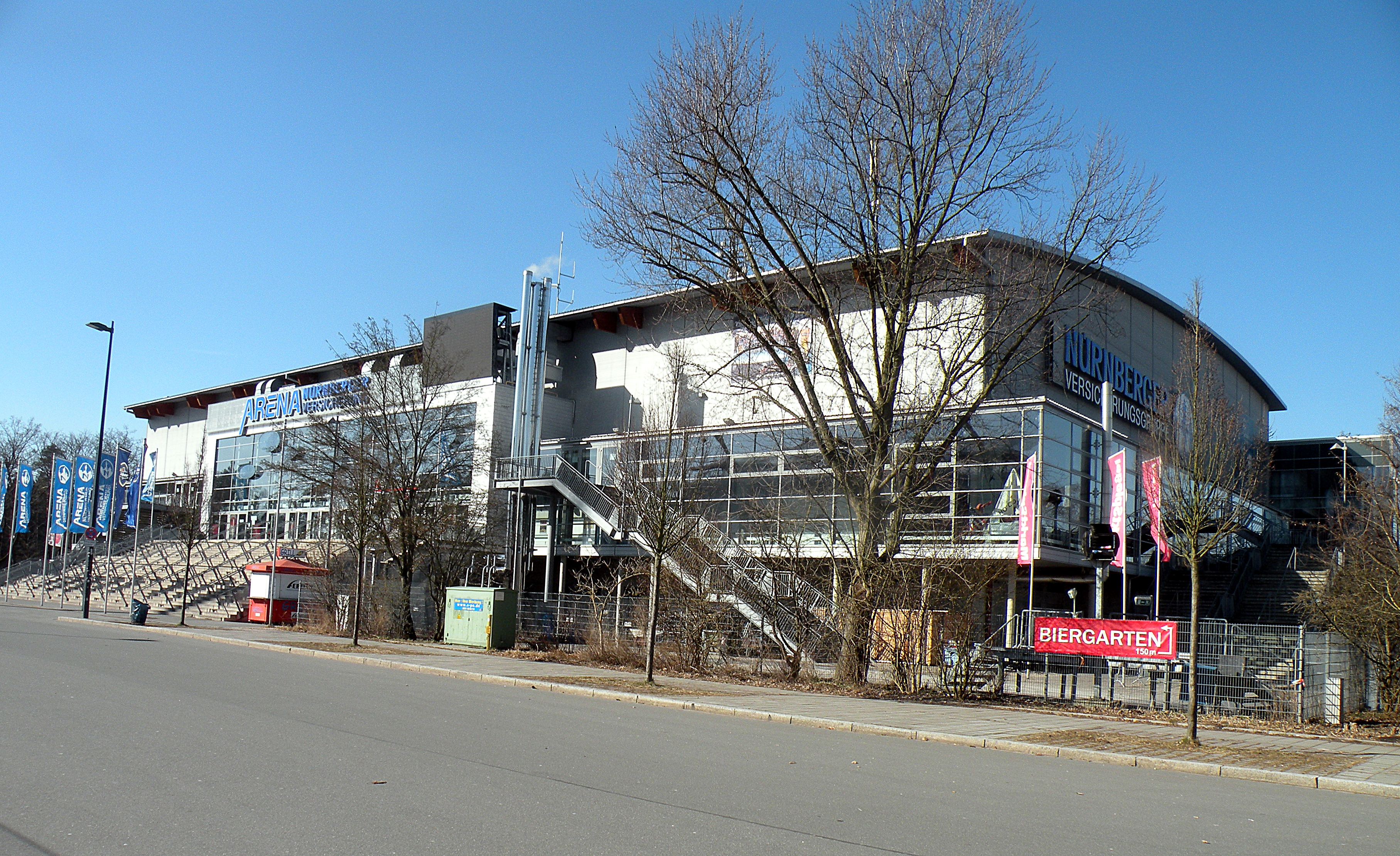
A nürnbergi Arena Nürnberger Versicherung
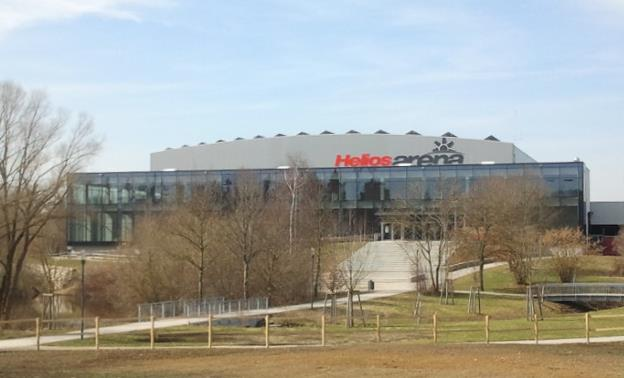
A schwenningeri Helios Arena
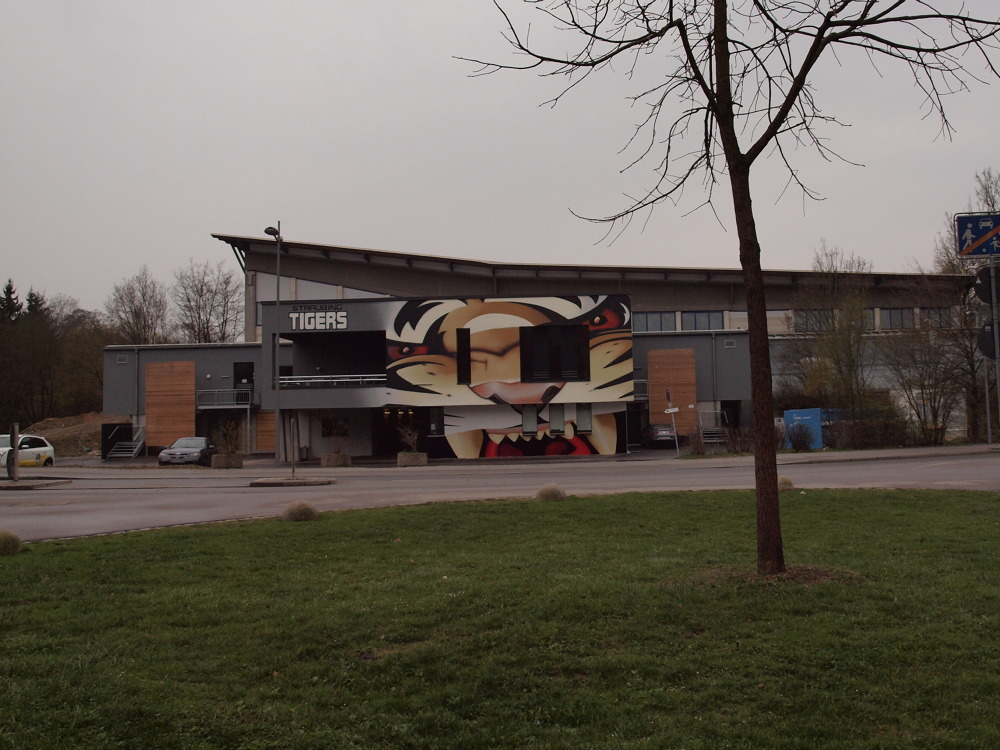
A straubingi Eisstadion am Pulberturm
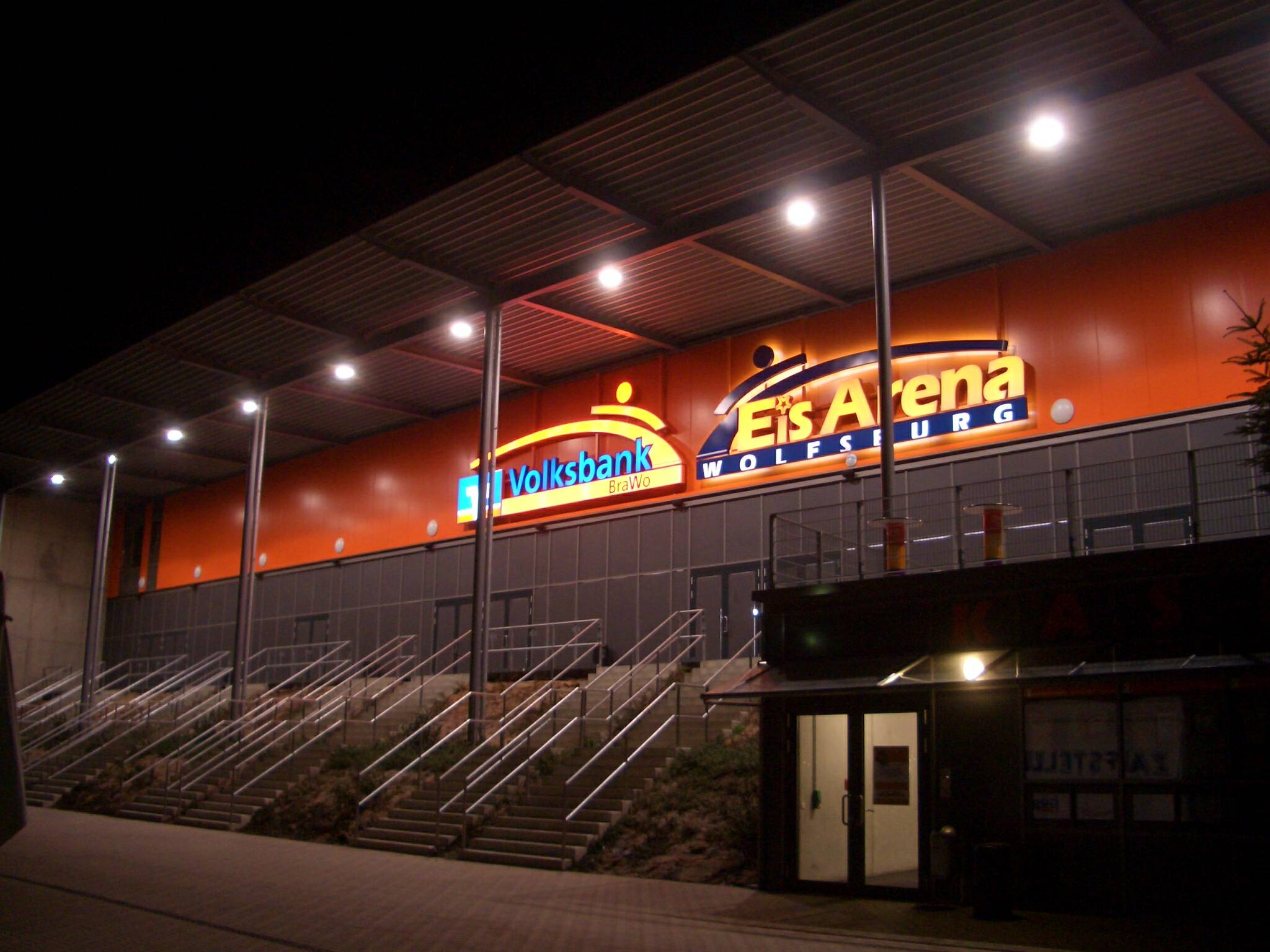
A wolfsburgi Eis Arena Wolfsburg
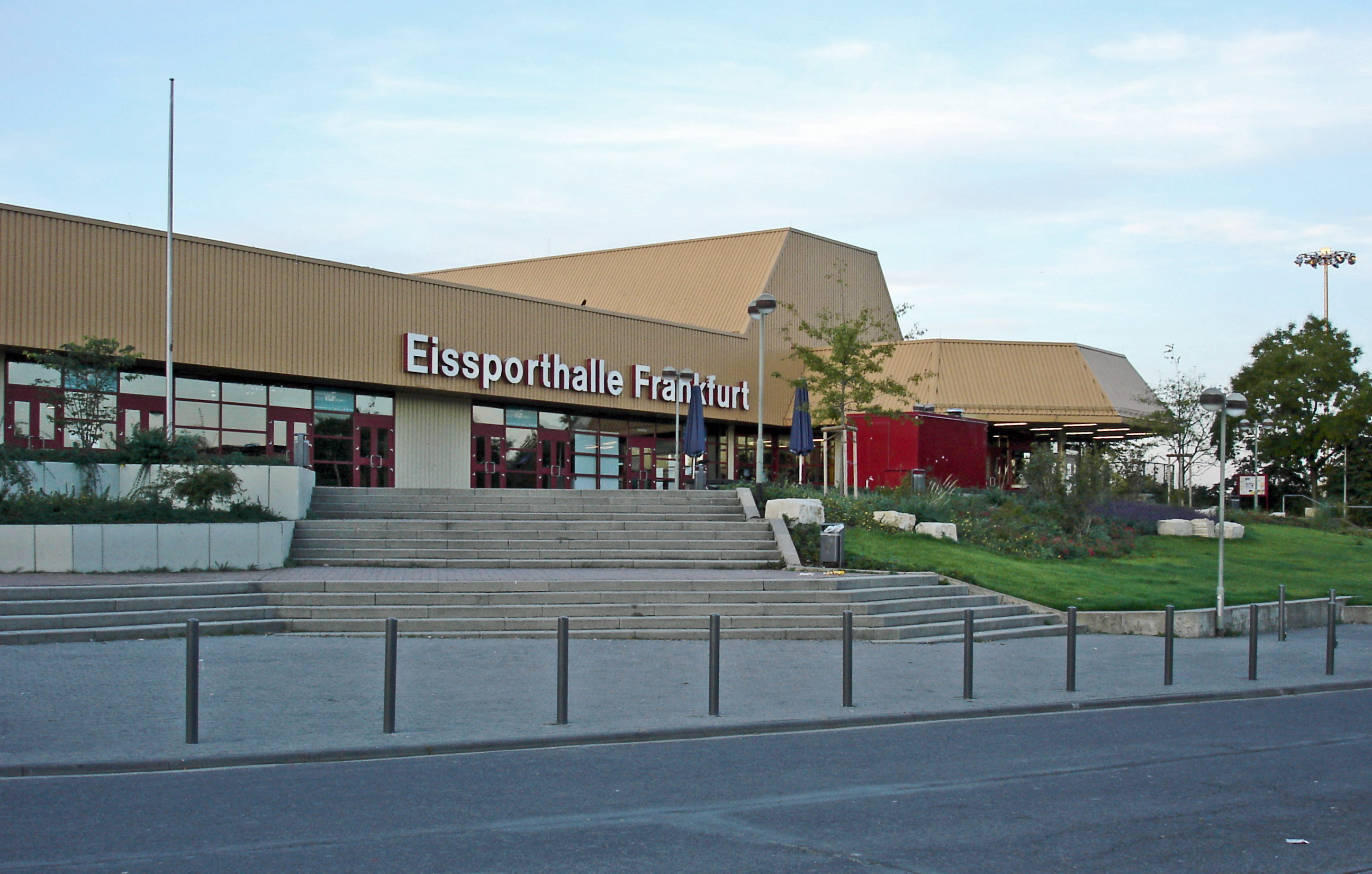
A frankfurti Eissporthalle Frankfurt

## Bajnokok
| Szezon  | Győztes              | Döntő végeredménye   | Döntős                         |
| ------- | -------------------- | -------------------- | ------------------------------ |
| 1994–95 | Kölner Haie          | 3-2                  | EV Landshut                    |
| 1995–96 | Düsseldorfer EG      | 3-1                  | Kölner Haie                    |
| 1996–97 | Adler Mannheim       | 3-0                  | Kassel Huskies                 |
| 1997–98 | Adler Mannheim       | 3-1                  | Eisbären Berlin                |
| 1998–99 | Adler Mannheim       | 3-2                  | Nürnberg Ice Tigers            |
| 1999–00 | München Barons       | 3-1                  | Kölner Haie                    |
| 2000–01 | Adler Mannheim       | 3-1                  | München Barons                 |
| 2001–02 | Kölner Haie          | 3-2                  | Adler Mannheim                 |
| 2002–03 | Krefeld Pinguine     | 3-2                  | Kölner Haie                    |
| 2003–04 | Frankfurt Lions      | 3-1                  | Eisbären Berlin                |
| 2004–05 | Eisbären Berlin      | 3-0                  | Adler Mannheim                 |
| 2005–06 | Eisbären Berlin      | 3-0                  | DEG Metro Stars                |
| 2006–07 | Adler Mannheim       | 3-0                  | Sinupret Ice Tigers            |
| 2007–08 | Eisbären Berlin      | 3-1                  | Kölner Haie                    |
| 2008–09 | Eisbären Berlin      | 3-0                  | DEG Metro Stars                |
| 2009–10 | Hannover Scorpions   | 3-0                  | Augsburger Panther             |
| 2010–11 | Eisbären Berlin      | 3-0                  | Grizzly Adams Wolfsburg        |
| 2011–12 | Eisbären Berlin      | 3-2                  | Adler Mannheim                 |
| 2012–13 | Eisbären Berlin      | 3-1                  | Kölner Haie                    |
| 2013–14 | ERC Ingolstadt       | 4-3                  | Kölner Haie                    |
| 2014–15 | Adler Mannheim       | 4-2                  | ERC Ingolstadt                 |
| 2015–16 | EHC Red Bull München | 4-0                  | EHC Wolfsburg                  |
| 2016–17 | EHC Red Bull München | 4-1                  | EHC Wolfsburg                  |
| 2017–18 | EHC Red Bull München | 4-3                  | Eisbären Berlin                |
| 2018–19 | Adler Mannheim       | 4-1                  | EHC Red Bull München           |
| 2019–20 | A rájátszás elmaradt | A rájátszás elmaradt | A rájátszás elmaradt           |
| 2020–21 | Eisbären Berlin      | 2-1                  | Grizzlys Wolfsburg             |
| 2021–22 | Eisbären Berlin      | 3-1                  | EHC Red Bull München           |
| 2022–23 | EHC Red Bull München | 4-1                  | ERC Ingolstadt                 |
| 2023–24 | Eisbären Berlin      | 4-1                  | Fischtown Pinguins Bremerhaven |
| 2024–25 | Eisbären Berlin      | 4-1                  | Kölner Haie                    |

## DEL All-Star Game
| Év   | Helyszín          | Győztes              | Eredmény | Vesztes           |
| ---- | ----------------- | -------------------- | -------- | ----------------- |
| 1998 | Frankfurt am Main | Team Deutschland     | 3:2      | DEL All-Star Team |
| 1999 | Berlin            | Team Deutschland     | 6:3      | DEL All-Star Team |
| 2000 | Düsseldorf        | DEL All-Star Team    | 4:1      | Team Deutschland  |
| 2002 | München           | Team Deutschland     | 7:5      | DEL All-Star Team |
| 2003 | Köln              | Team Deutschland     | 6:4      | DEL All-Star Team |
| 2004 | Ingolstadt        | Team Deutschland     | 8:3      | DEL All-Star Team |
| 2005 | Hamburg           | Team Deutschland     | 9:7      | DEL All-Star Team |
| 2006 | Krefeld           | Team Deutschland     | 5:3      | DEL All-Star Team |
| 2007 | Mannheim          | DEL Nordamerika-Team | 12:10    | DEL Europa-Team   |
| 2008 | Drezda            | DEL Nordamerika-Team | 16:14    | DEL Europa-Team   |
| 2009 | Berlin            | DEL Nordamerika-Team | 9:8      | DEL Europa-Team   |

## DEL Winter Game
| Időpont           | Sportpálya          | Város      | Győztes             | Eredmény   | Vesztes                 |
| ----------------- | ------------------- | ---------- | ------------------- | ---------- | ----------------------- |
| 2013. január 5.   | Stadion Nürnberg    | Nürnberg   | Nürnberg Ice Tigers | 4:3        | Eisbären Berlin         |
| 2015. január 10.  | Esprit Arena        | Düsseldorf | Düsseldorfer EG     | 3:2        | Kölner Haie             |
| 2017. január 7.   | Rhein-Neckar-Arena  | Sinsheim   | Adler Mannheim      | 7:3        | Schwenninger Wild Wings |
| 2019. január 12.  | RheinEnergieStadion | Köln       | Düsseldorfer EG     | 3:2 (h.u.) | Kölner Haie             |
| 2022. december 3. | RheinEnergieStadion | Köln       | Kölner Haie         | 4:2        | Adler Mannheim          |

## Nézettség
| Szezon  | Átlagos nézőszám | Helyezés | Legnézettebb csapat  |
| ------- | ---------------- | -------- | -------------------- |
| 2021–22 | 3 059            | 3.       | Kölner Haie (6 679)  |
| 2022–23 | 5 879            | 3.       | Kölner Haie (13 901) |
| 2023–24 | 7 162            | 1.       | Kölner Haie (16 993) |
| 2024–25 | 7781             | 1.       | Kölner Haie (17 829) |

## Magyar játékosok a bajnokságban
- Szuper Levente: Krefeld Pinguine (1997–1998), Duisburg Die Füchse (2006–2007),[6] Hannover Scorpions (2009–2010)[7]
- Bartalis István: Schwenninger Wild Wings (2016–2019)[8]
- Hári János: Düsselfdorfer EG (2017)[9]
- Sebők Balázs: Iserlohn Roosters (2023–2024)
- Sofron István: Krefeld Pinguine (2013–2016)[10]